# MMTニュースプラス1
『MMTニュースプラス1』（エムエムティーニュースプラスワン）は、ミヤギテレビで放送された夕方のローカル報道番組（『NNNニュースプラス1』の宮城県ローカル扱い）である。
番組名にミヤギテレビの略称の“MMT”が使用された報道番組は、2020年現在に至るまで本番組のみである。

## 放送日時
いずれもJST。

### 平日
- 1988年4月4日 - 1995年3月31日：月曜 - 金曜 18:30 - 19:00（30分）

### 土曜日
- 1988年4月9日 - 1989年9月30日：土曜 18:50 - 19:00（10分）
- 1989年10月7日 - 1995年4月1日：土曜 18:20 - 18:30（10分）

## キャスター

### 平日
- 竹鼻純（当時ミヤギテレビアナウンサー）
- 堤聖月（当時ミヤギテレビアナウンサー）
- 三雲茂晴（当時ミヤギテレビアナウンサー）
- 水本豊（当時ミヤギテレビアナウンサー）

### 土曜日
- ミヤギテレビのアナウンサーがシフトで担当。

| ミヤギテレビ（NNN） 平日夕方のミヤギテレビニュース   | ミヤギテレビ（NNN） 平日夕方のミヤギテレビニュース | ミヤギテレビ（NNN） 平日夕方のミヤギテレビニュース |
| 前番組                                               | 番組名                                             | 次番組                                             |
| ---------------------------------------------------- | -------------------------------------------------- | -------------------------------------------------- |
| みやぎTODAY ↓ NNNみやぎTODAY                         | NNN MMTニュースプラス1                             | OH!バンデス OH!バンデス NEWS PLUS 1                |
| ミヤギテレビ（NNN） 土曜日夕方のミヤギテレビニュース |                                                    |                                                    |
| NNNライブオンネットワーク （宮城ローカルパート）     | NNN MMTニュースプラス1                             | NNNミヤギテレビニュースプラス1サタデー             |